# Sitvia denudata
Sitvia denudata är en fjärilsart som beskrevs av Walker 1865. Sitvia denudata ingår i släktet Sitvia och familjen tofsspinnare. Inga underarter finns listade i Catalogue of Life.